# Kumite individuel moins de 65 kg
Le kumite individuel masculin moins de 65 kg est une épreuve sportive individuelle opposant dans un combat des karatékas masculins pesant chacun au moins 60 kg et strictement moins de 65 kg. Elle a été introduite aux championnats du monde de karaté en même temps que plusieurs autres épreuves distinguées par catégories de poids, lors de la cinquième édition organisée à Madrid en 1980, soit quelques années après son introduction aux championnats d'Europe en 1972 durant la septième édition à Bruxelles, en Belgique.